# Marmaraøen
Marmaraøen ( Turkish : Marmara Adası ) er en tyrkisk ø i Marmarahavet. Med et areal på 117,8 km2. Det er den største ø i Marmarahavet og er den næststørste ø i Tyrkiet efter Gökçeada (ældre navn på tyrkisk: İmroz ; græsk: Ίμβρος Imvros). Den er centrum af Marmara-distriktet i Balıkesir-provinsen. Transport er mulig fra Istanbul med skib og færge og med motorbåd fra Tekirdağ og Erdek. Marmaraøen er fuld af historiske skatte, som øger dens tiltrækningskraft. Byen "Mermer Plaj"/Marmorstranden har sit navn efter den marmor, som byen er berømt for, og som giver øen og havet deres navn.

## Etymologi
I oldtiden hed øen Proikonesos (Προικόνησος) eller Prokonnesos (Προκόννησος), latiniseret som Proconnesus. Det moderne navn "Marmara" er afledt af det græske μάρμαρον (marmaron) og det fra μάρμαρος (mármaros), "krystallinsk klippe", "skinnende sten", måske fra verbet μαρμαίρω (marmaírō), "at blinke, gnistre, skinne", fordi det var berømt for den hvide marmor, der blev udbrudt der. Under navnet Proconnesus er det en titelsæde for den romersk-katolske kirke (sædet har været ledigt siden den seneste beboers død i 1963), og det økumeniske patriarkat i Konstantinopel.
Prokonnesisk marmor bruges i vid udstrækning i Hagia Sophia i Konstantinopel, og udelukkende i den herkuliske sarkofag i Genzano nu i British Museum. Derudover blev det brugt i Basilica of Maxentius i Forum Romanum (Marmor er stadig øens primære eksportvare).

## Historie
Historiske beviser for den første hellenske tilstedeværelse på øen Marmara (gamle Prokonnessos) kom med den tidlige kolonisering af ioniske grækere i det 8. århundrede f.Kr. Historier og legender identificerer øen som et besøgssted for Jason og argonauterne og med den hellenske ekspedition mod Troja. I 493 f.Kr. blev den brændt af en fønikisk flåde, der kæmpede for Darius den Store. Øen blev regeret for det Achaemenidiske Rige under en græsk tyran ved navn Metrodorus.
I 410 erobrede Alcibiades det til Athen.
Under den Diocletianiske forfølgelse beordrede kejser Diocletian lavstatusmanikæere henrettet, mens manikæere med høj status skulle sendes til arbejde i Proconnesus' stenbrud eller minerne i Khirbat Faynan.
Under Konstantin den Stores regeringstid i det 4. århundrede slog et højststående aristokrati fra Konstantinopel sig først ned på øen. I 569 havde mange byzantinske aristokrater bygget paladser på øen, som de havde accepteret som deres hjem. Det største palads i denne periode blev bygget af kejser Justinian I. Med kejseren fulgte et stort følge af adel, paladsvagter, håndværkere og tjenere. Justinian byggede også et stort kloster på Marmara, der er et af de tidligste i historien. Den byzantinske kongelige tilstedeværelse på øen var stærkt følt gennem stærke bånd til patriarkatet i Konstantinopel. I det meste af sin historie blev øen kaldt "Proikonnesos" (den kongelige medgifts ø) og "Prinkipo", (aristokratiets ø).
Fra det byzantinske riges fald og frem til begyndelsen af den osmanniske periode var øen næsten udelukkende befolket af græsk-ortodokse grækere  . I begyndelsen af det 17. århundrede boede nogle tyrkere og et relativt stort antal jøder på øen; de fleste af disse var sefardere, der havde forladt Spanien efter inkvisitionen. Under Første Verdenskrig blev en stor del af befolkningen tvunget væk fra øen til fastlandet. Og efter krigen, som et resultat af Lausanne-traktaten fra 1923 og befolkningsudvekslingen mellem Grækenland og Tyrkiet, emigrerede alle resterende grækere hjemmehørende på øen Marmara til Grækenland og andre steder rundt om i verden.
Øens græsk-ortodokse diaspora bosatte sig primært i Neos Marmaras i Chalkidiki, øen Euboea og i byen Thessaloniki i det nordlige Grækenland. Derudover var Canada, Australien og Sydamerika populære destinationer for datidens græske immigration. Mange af de tidligere jødiske indbyggere slog sig ned i de nordamerikanske byer New York, Los Angeles, San Francisco, Portland (Oregon) og Seattle/Tacoma-området.
Mange af de nuværende indbyggere i Marmara Adasi er efterkommere af tyrkere, der flygtede fra græske øer under befolkningsoverførslerne i 1920'erne, og tjerkessere (Çerkesler) oprindeligt fra det russiske Kaukasus.

### Jordskælvet i 1935
Den 4. januar 1935 kl. 16:41 lokal tid ramte et jordskælv Marmara-øen og dens naboøer Avşa og Paşalimanı, hvilket forårsagede fem dødsfald, 30 personer sårede og flere landsbyer ødelagt.

## Administrationscenter og landsbyer
Marmara Island har fem landsbyer og en central by. Centret hedder Marmara og er administrationscenter for yderligere to øer (Avşa og Ekinlik-øerne) i nærheden. Befolkningen var hovedsageligt græsk sammen med nogle tyrkiske og jødiske befolkninger i Marmara-bosættelsen indtil befolkningsudvekslingen mellem Grækenland og Tyrkiet i 1923. I dag kommer lokalbefolkningen oprindeligt fra forskellige regioner i Tyrkiet og Balkan, hovedsageligt fra Mellemøsten og Østen i Sortehavsregionen og Grækenlands vestlige Thrakien. Den faste befolkning, afstande fra centrum, de nuværende navne og de tidligere navne på landsbyerne er: 
- Marmara (græsk; Marmara og Proconnesus); 2.183
- Çinarli (græsk; Galemi); 503, 7 km
- Gündoğdu (græsk; Prastos); 278, 4 km
- Topağaç (græsk; Kılazaki); 518, 12 km
- Asmalı (græsk; Aftoni); 237, 18 km
- Saraylar (græsk; Palatia); 2.687, 24 km

## KIlder og henvisninger
1. ↑  Marmaron, Henry George Liddell, Robert Scott, A Greek-English Lexicon, at Perseus
2. ↑  Marmaros, Henry George Liddell, Robert Scott, A Greek-English Lexicon, at Perseus
3. ↑  "Marble, Compact Oxford English Dictionary". Arkiveret fra originalen 13. december 2021. Hentet 17. marts 2022.
4. ↑  Marmairō, Henry George Liddell, Robert Scott, A Greek-English Lexicon, at Perseus
5. 1 2  "Proconnesus"  Catholic Encyclopedia. New York: Robert Appleton Company. via Wikisource, Catholic Encyclopedia (1913)
6. ↑  Proconnesus catholic-hierarchy.org
7. ↑  Tuplin, Christopher (2007). Persian Responses: Political and Cultural Interaction with(in) the Achaemenid Empire (engelsk). ISD LLC. s. 126. ISBN 9781910589465.
8. ↑  Iain Gardner and Samuel N. C. Lieu, eds., Manichaean Texts from the Roman Empire (Cambridge: Cambridge University Press, 2004), 117–18.
9. ↑  "Erdek-Marmara Adaları Depremi 04 Ocak 1935" (tyrkisk). İBB AKOM. Hentet 2010-11-08.
10. ↑  "Marmara Island". travelingturks.

- Paper fremlagt til II. Nationalt symposium om De Ægæiske Øer, 2.-3. juli 2004, Gökçeada, Çanakkale